# Clinton Clauson

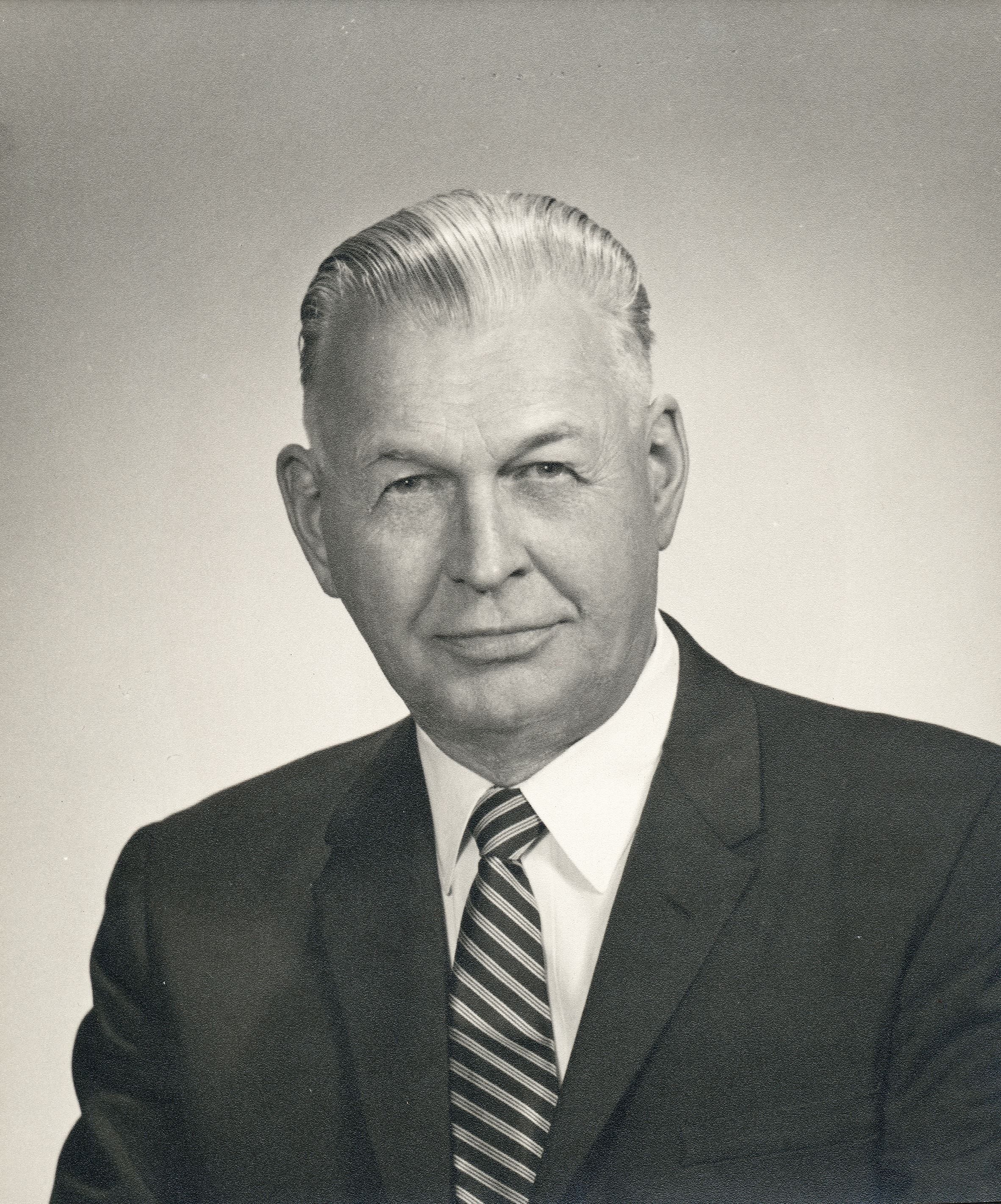
Clinton Clauson (1950er Jahre)

Clinton Amos Clauson (* 24. März 1898 in Mitchell, Iowa; † 30. Dezember 1959 in Maine) war ein US-amerikanischer Politiker und 1959 Gouverneur des Bundesstaates Maine.

## Frühe Jahre und politischer Aufstieg
Clinton Clauson besuchte die örtlichen Schulen seiner Heimat in Iowa. Danach besuchte er bis 1919 die Palmer School of Chiropractics. Anschließend begann er in Waterville in Maine eine erfolgreiche Karriere auf dem Gebiet der Chiropraktik.
Seit 1928 war er politisch in der Demokratischen Partei aktiv. Zwischen 1928 und 1935 war er im Staatsvorstand seiner Partei. Von 1930 bis 1931 war er Kämmerer von Waterville und zwischen 1934 und 1953 war er beim Bundesfinanzamt als Leiter des Maine-Distrikts angestellt. Während des Zweiten Weltkriegs war er von 1941 bis 1943 Mitglied eines Ausschusses zur Verwaltung, der von Maine gezeichneten Kriegsanleihen. Im Jahr 1956 wurde er zum Bürgermeister von Waterville gewählt. Dieses Amt behielt er bis 1957.

## Gouverneur von Maine und Lebensende
Im Jahr 1958 wurde Clauson als Kandidat seiner Partei zum neuen Gouverneur von Maine gewählt. Entsprechend der Staatsverfassung konnte er sein neues Amt am 7. Januar 1959 antreten. In seiner Regierungszeit wurden die Staatsausgaben gekürzt. Damit wollte man den Staatshaushalt, der durch eine Rezession in den vorangegangenen Jahren belastet war, wieder entlasten. Clauson konnte aber als Gouverneur keine neuen politische Akzente setzten, was vor allem daran lag, dass er bereits am 30. Dezember seines ersten Amtsjahres verstarb. Er war mit Ellen Kelleher verheiratet, mit der er zwei Kinder hatte.